# Вегманн, Берта
Берта Вегманн (дат. Bertha Wegmann; 16 декабря 1847 года, Сольо, Швейцария — 22 февраля 1926 года, Копенгаген) — датская художница-портретистка немецкого происхождения.

## Биография
Берта Вегманн родилась 16 декабря 1847 года в деревне Сольо (Швейцария) в многодетной семье мануфактурщика-фабриканта Эберхарда Людвига Вегманна (1810—1869) и Катрин, урождённой Мини (Mini, 1821—1857). В семье было пять детей, из которых Берта была вторым ребёнком.
В 1853 году, когда Берте было пять лет, родители переехали в Копенгаген. Отец Берты в юности сам хотел быть художником, поэтому, когда у его дочери обнаружился талант к живописи, он стал давать ей уроки рисования.
С 1860 году Берта училась в Копенгагене у датских художников Генриха Бантзена (Heinrich Buntzen, 1803—1892), Фредерика Фердинанда Хельстеда (Frederik Ferdinand Helsted, 1809—1875) и Карла Фердинанда Лунда (Carl Ferdinand Lund, 1839—1895), принадлежавших к поколению художников, исповедовавших национально-романтический стиль в живописи, интерес к которому уже угас.
В 1867 году, при финансовой поддержке семьи Мельхиор, Берта продолжила обучение в Мюнхене у немецкого художника, профессора Вильгельма фон Линденшмита-младшего (Wilhelm Lindenschmit the Younger, 1829—1895) и художника-жанриста Эдуарда Курцбауера (Еduard Kurzbauer, 1840—1879). Специализировалась на исторической живописи.
В Мюнхене Берта познакомилась со шведской художницей Жанной Баук (Jeanna Maria Bauck, 1840—1926), которая обосновалась там годом ранее. Девушки подружились, стали жить вместе, писали портреты друг друга. Вместе они ездили по Европе, побывали в Тироле, Бретани и Венеции. Выставлять свои работы на выставках Вегманн начала в 1873 году в Копенгагене. Её первая картина, представленная на экспозицию, — «Больной ребёнок». Раннее творчество Берты включает в себя пейзажи гор Тироля и прибрежных районов Балтики. В Германии Берта жила и училась 13 лет, год прожила во Флоренции.
В 1880 году подруги приехали в Париж. Там Берта увлеклась современным французским искусством. В 1881 году Берта переехала в Париж, где выставляла работы в Парижском Салоне, получила «Почетное упоминание», что приравнивалось к официальному признанию художницы критиками и коллегами. В следующем году на выставке Салона Вегманн получила Малую золотую медаль за портрет своей сестры.

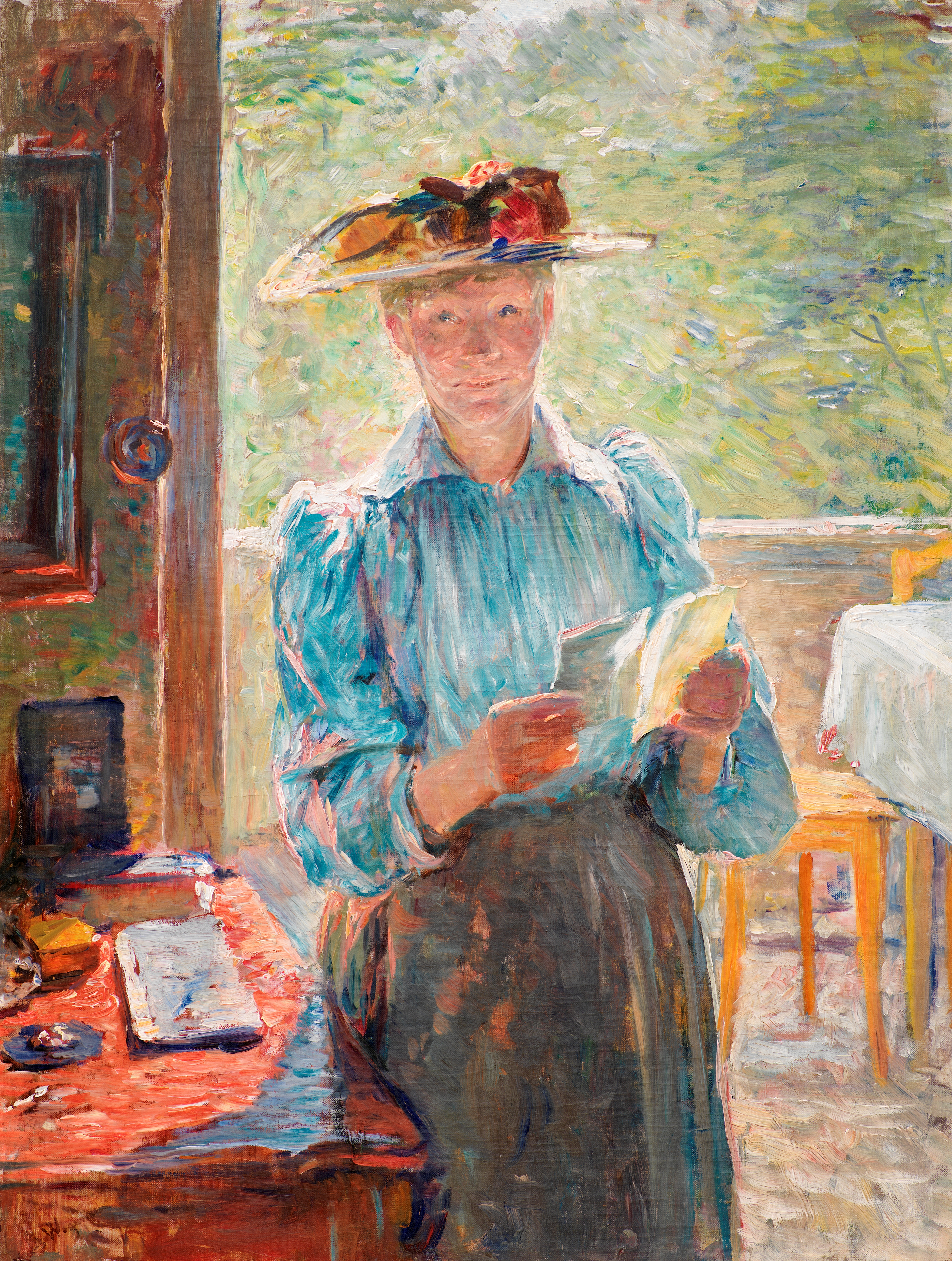
Портрет Ханны-Люсии Баук, 1890

В 1882 году Берта Вегманн поселилась в Копенгагене, на следующий год она представила портрет сестры и Комитет Шарлоттенбурга наградил её медалью Торвальдсена. В этом же году Вегманн стала первой женщиной, избранной кандидатом в члены Академии художеств на пленарном заседании Ассамблеи Академии. В 1887 году Берта Вегманн стала членом Академии, а позднее была избрана в Комитет Шарлоттенбурга, бывший ранее прерогативой мужчин-художников.
Среди работ художницы начала 1890-х годов известен «Портрет Ханны-Люсии Баук» (Portrait of Hanna Lucia Bauck, 1890). Ханна-Люсия была младшей сестрой Жанны Баук. Их отец, Карл Вильгельм Баук, — композитор, историк музыки и органист. Ханна училась на пианистку в Стокгольме. В октябре 1889 года она поселилась в Мюнхене и прожила со старшей сестрой до самой её смерти в мае 1926 года. Ханна-Люсия умерла всего через несколько месяцев после смерти сестры. Портрет Ханны-Люсии экспонировался в 1894 году на Большой выставке в Берлине.
Берта проводила работу по приёму женщин-художниц в Академию художеств, с 1887 по 1907 год была членом Ассоциации женщин-художников. В 1888 году при участии художницы и в сотрудничестве с Академией была создана художественная Школа для женщин.
В конце 1880-х и 1890-х годов Вегманн принимала участие в крупных выставках в Скандинавии, Европе, Америке, на Всемирной Выставке в Париже в 1889 и 1900 годах, Всемирной выставке в Чикаго в 1893 году. Дважды в Париже художница получала серебряные медали. В 1893 году в Копенгагене состоялась большая выставка датских женщин-художниц, на которой работам Берты Вегманн был выделен зал.
В 1892 году Берта Вегманн получила Золотую медаль за заслуги Ingenio et Arti. Медаль «Ingenio et Arti» является личной наградой датского короля и присуждается видным датским и зарубежным ученым и художникам, была учреждена в 1841 году королем Кристианом VIII.
Берта Вегманн умерла 22 февраля 1926 года в Копенгагене, похоронена в церкви Солбьерг-Парк. После смерти художницы её картины и документы унаследовал Тони Мюллер, сосед по зданию Ассоциации читающих женщин (the Women’s Reading Association). В 1941 году он продал все картины на аукционе и основал Премию имени Берты Вегманн для поддержки нуждающихся молодых женщин-художников.

## Галерея

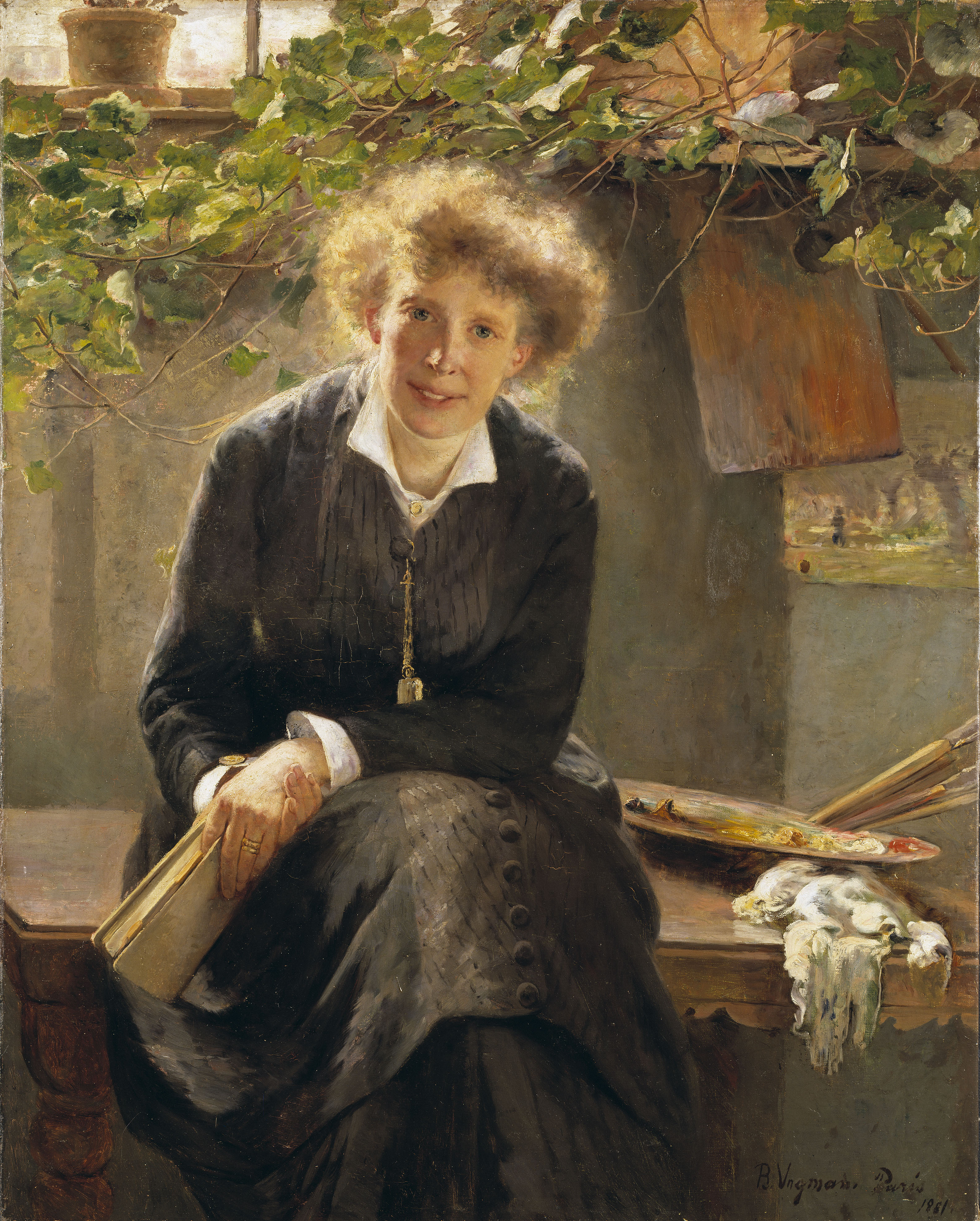
Портрет художницы Жанны Баук, 1881
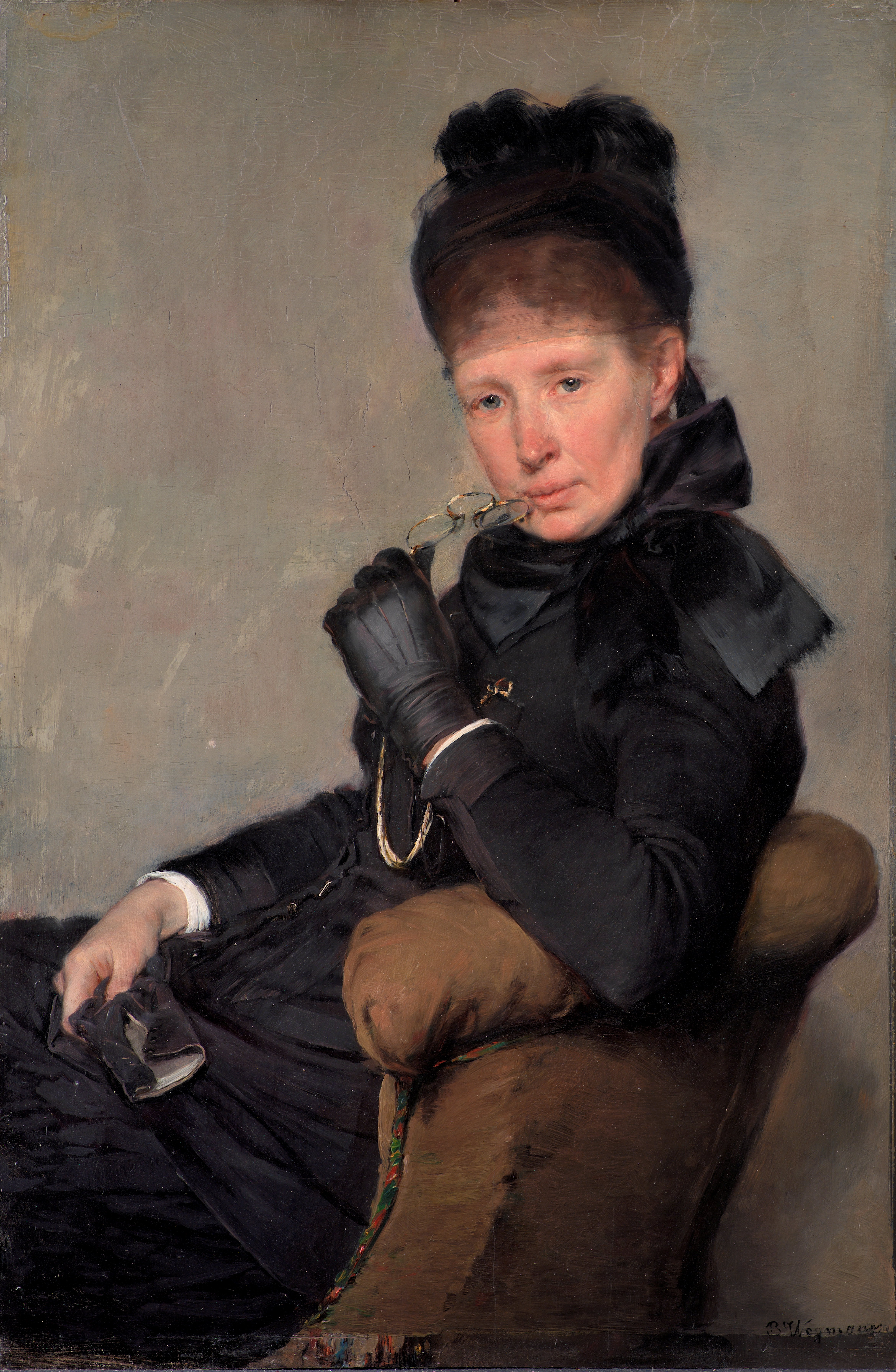
Жанна Баук, 1887
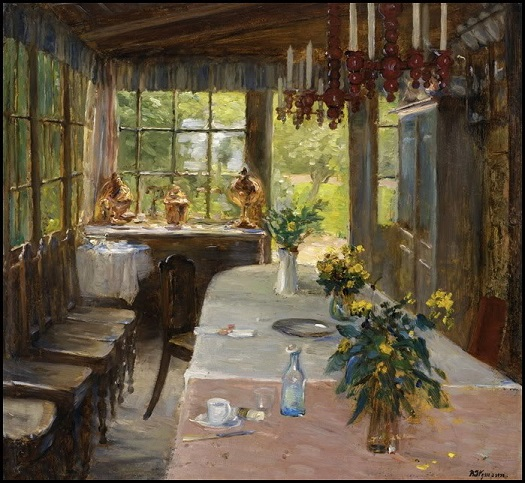
Интерьер
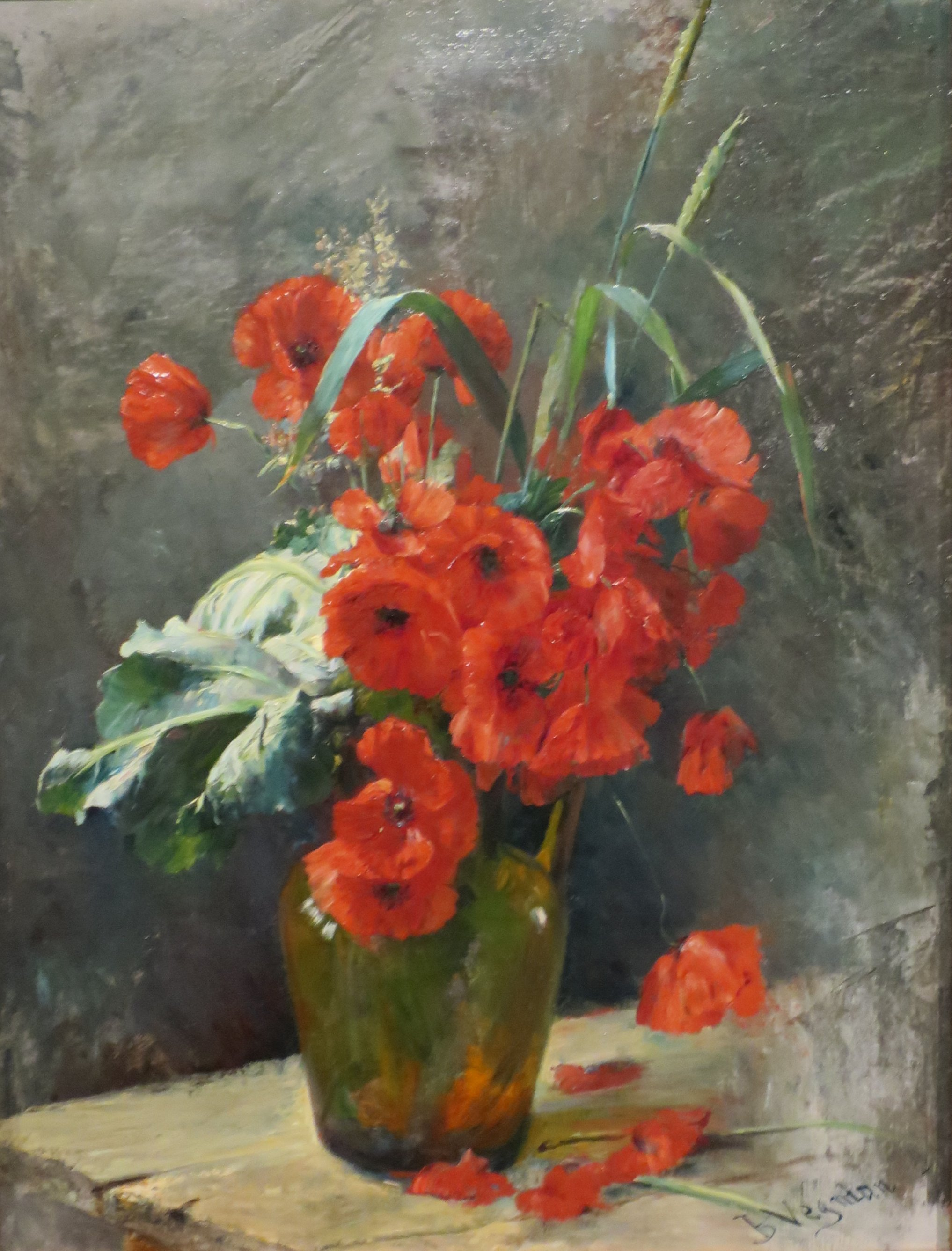
Маки, 1900
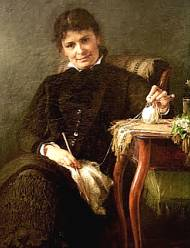
Анна Зеекамп, сестра художницы,  1881
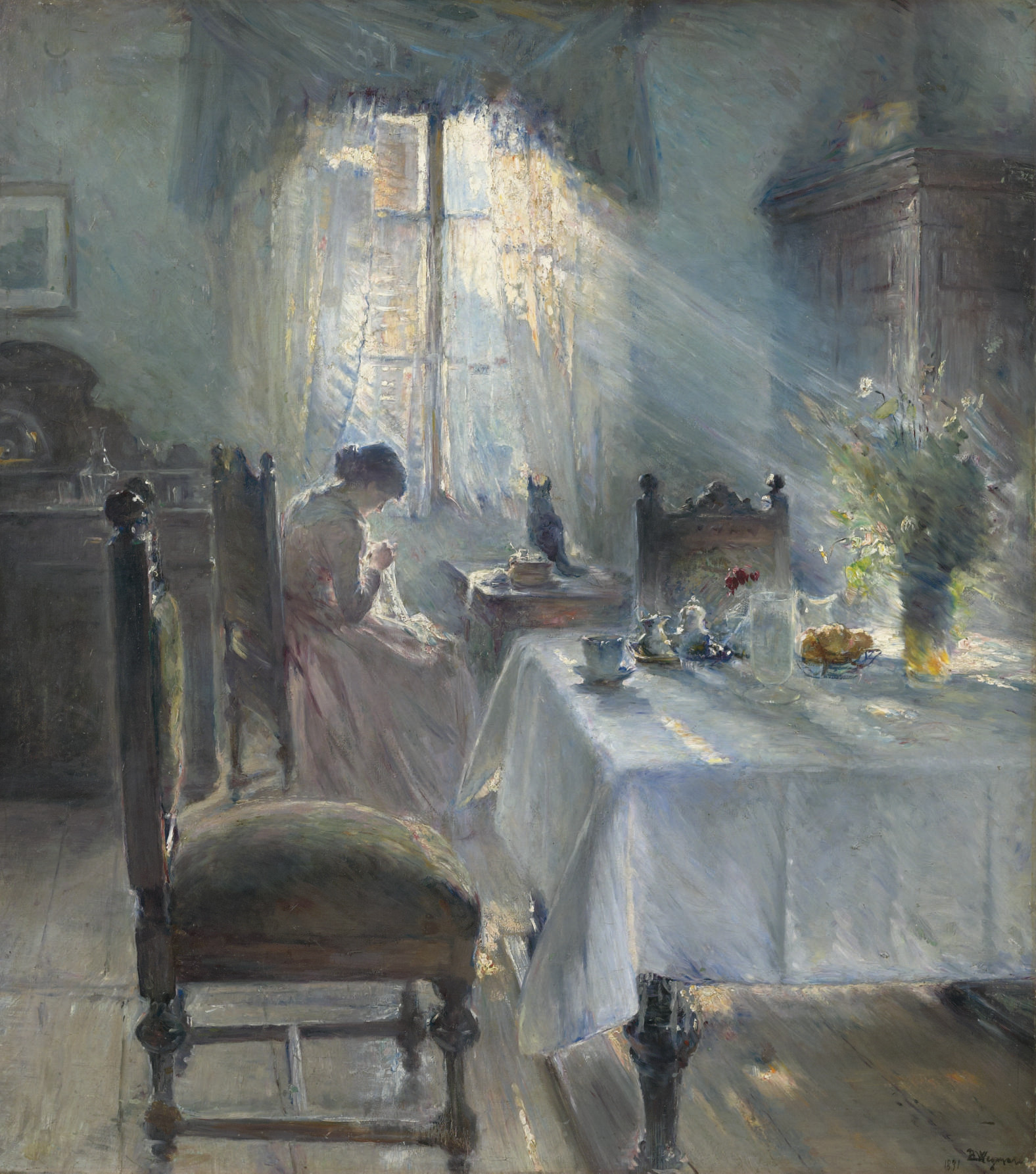
Женщина, шьющая в интерьере, 1891
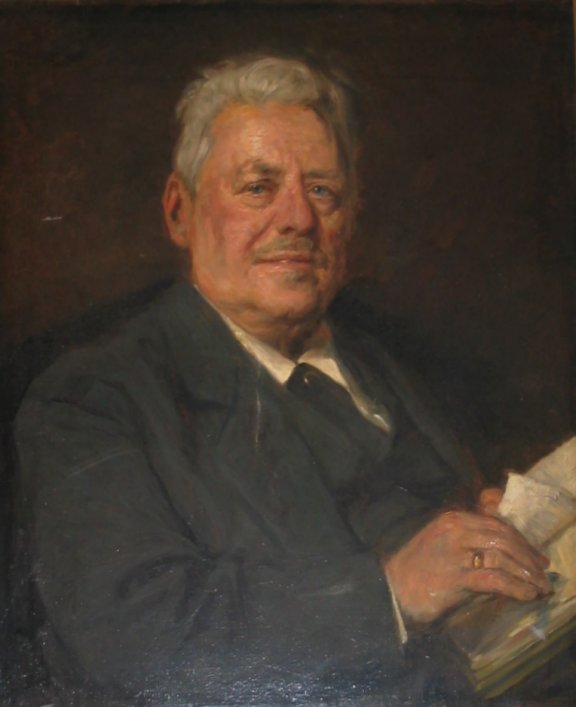
Andreas Sophus Schack Steenberg
Мать с ребёнком на руках